# Chunchedenahalli, Kolar
Chunchedenahalli là một làng thuộc tehsil Kolar, huyện Kolar, bang Karnataka, Ấn Độ.